# Драгомир Димитров (певец)
Драгомир Димитров е роден във Враца на 6 ноември 1957 година. Детството му преминава при баба и дядо на село, в Девене. Отраства там до 12 години. Един от силните моменти, които са оставили следи в съзнанието му, е спомен от времето в гимназията, когато вече е започнал да свири и в училище изостава с оценките. На 12 март 1980 година „Тоника СВ“ вече е сформирана във варианта Ваня Костова, Милица Божинова,  Ралица Ангелова, Теодор Шишманов и Драгомир Димитров. Започват усилени репетиции под ръководството на Стефан Диомов.